# Lehri
Safirullah Siddiqui ‘Lehri’ (Raj Británico, 2 de enero de 1929 - Karachi, Pakistán, 13 de septiembre de 2012) fue uno de los más grandes humoristas de Pakistán que se hizo famoso en las películas urdu. Su carrera cinematográfica comenzó en 1950 y duró hasta 1980. Falleció el 13 de septiembre de 2012 en Karachi después de una enfermedad prolongada. Tenía 83 años.
Lehri ganó el Premio Nigar en torno a una docena de películas. La ex primera ministra Benazir Bhutto le dio un estipendio mensual de Rs. 2500 durante su primer mandato, que siguió recibiendo, aunque con un aumento en la cantidad.
La primera película de Lehri fue "Anokhi" lanzada en 1956, y su última producción fue Dhanak en 1986. La gran mayoría de sus películas ha sido en urdu, a pesar de que realizó unas pocas producciones en punyabí.

## Muerte
El 2 de enero de 2012, Nawaz Sharif y los miembros de su partido visitaron a Lehri en su "rihaish gah" o residencia, disfrutó de sus chistes, y le escribió un cheque por un valor de Rs. 25 lakh. Lehri murió el 13 de septiembre de 2012 a las 9 a. m. en Karachi. Él había estado bajo tratamiento en un hospital privado de Karachi en el momento de su muerte.